# Вторжение боевиков в Дагестан
Вторжение боевиков в Дагестан, также известное как Дагестанская война (фактически считается началом Второй чеченской войны) — вооружённые столкновения, сопровождавшие ввод базировавшихся на территории Чечни отрядов «Исламской миротворческой бригады» под командованием Шамиля Басаева, Хаттаба и братьев Ахмадовых на территорию Дагестана 7 августа — 14 сентября 1999 года. Первоначально отряды боевиков вошли в Ботлихский (операция «Имам Гази-Мухаммад» — 7—23 августа), а затем в Новолакский район Дагестана (операция «Имам Гамзат-бек» — 5—14 сентября).

## Предпосылки
Проникновение в Дагестан идей радикального исламского течения — ваххабизма — началось ещё в конце 1980-х годов. Одним из представителей дагестанских ваххабитов был Багаутдин Кебедов, установивший во время Первой чеченской войны тесные контакты с арабским наёмником Хаттабом и чеченскими полевыми командирами. После гибели Джохара Дудаева в 1996 году и окончания Первой чеченской войны сторонники ваххабизма стали стремительно завоёвывать позиции в Чечне, чему способствовала политика президента ЧРИ Зелимхана Яндарбиева. Сам Яндарбиев отмечал: «Я всегда верующий был. Если б я таким не был, то не ввёл бы шариат в Чечне за те девять месяцев, что был президентом. Хотя почти всё руководство не хотело, чтобы я так поспешно вводил шариат».
В 1997—1998 годах в Чечне получило политическое убежище несколько десятков (по другим данным — несколько сотен) дагестанских исламистов. Часть из них воевала на стороне сепаратистов во время Первой чеченской войны, другие участвовали в дагестанском салафитском подполье, за что в самом Дагестане находились в розыске. Вышеупомянутый Багаутдин Кебедов при материальной поддержке чеченских полевых командиров создал и вооружил автономные боевые формирования. Он объявил о намерении превратить Дагестан в независимое исламское государство и начал подготовку вооружённой борьбы против «пророссийского» руководства республики. Он сформировал некое подобие правительства в изгнании, назвав его Исламской шурой Дагестана. При участии Кебедова и его сторонников в апреле 1998 года в Грозном состоялся учредительный съезд организации «Конгресс народов Ичкерии и Дагестана» (КНИД), руководителем которой стал Шамиль Басаев. Идея создания этой организации была созвучна идее многих чеченских полевых командиров — «освобождению мусульманского Кавказа от российского имперского ига». Под эгидой КНИД были созданы вооружённые формирования, в том числе «Исламская международная миротворческая бригада», которой командовал Хаттаб. КНИД неоднократно выступал с угрозами в адрес «пророссийского руководства» Дагестана, обвиняя его в преследовании местных мусульман, заявляя об «отсутствии легитимной власти» в республике и т. п.
Власти Ичкерии никак не препятствовали расширению исходившей из Чечни террористической и криминальной угрозы. Число террористических актов и бандитских нападений в сопредельных регионах с 1997 года непрерывно возрастало. 20 января 1997 года была создана временная Оперативная группировка сил РФ для прикрытия административной границы Чечни с соседними регионами.
В 1999 году до 150 дагестанских боевиков во главе с Кебедовым, прошедших подготовку в лагерях боевиков в Чечне, при поддержке Ш. Басаева и Хаттаба начали мелкими группами проникать в Дагестан и создавать в труднодоступных горных селениях военные базы и склады оружия. В июне-августе 1999 года произошли первые столкновения между проникшими в Дагестан боевиками и дагестанской милицией, в результате которых погибло и было ранено несколько милиционеров. Власти Дагестана призвали федеральные войска провести крупномасштабную военную операцию против исламистов.
Кебедов уговаривал чеченских полевых командиров и амиров чеченских джамаатов помочь дагестанским мусульманам в «освобождении священной дагестанской земли от оккупации неверными». При этом он утверждал, ссылаясь на своих родственников и сторонников в Дагестане, что в случае ввода отрядов исламистов в Дагестан подавляющее большинство населения Дагестана поддержит их и поднимет всеобщее антироссийское восстание. КНИД, возглавляемый Шамилем Басаевым и Хаттабом, согласился оказать военное содействие Кебедову, а также призвал к этому других полевых командиров (всего собралось около 40 амиров и полевых командиров разных уровней, включая Абу Зарра аш-Шишани, Арби Бараева, Рамзана Ахмадова, Абдул-Малика Межидова, Адама Умалатова, Бауди Бакуева и других).
На решение КНИД оказать военную поддержку отрядам Кебедова (которые к тому времени уже имели в своем составе несколько сот хорошо вооружённых бойцов) оказал влияние имевший место в 1998—1999 годах конфликт в руководстве Чечни между сторонниками курса Аслана Масхадова («умеренными») и «радикалами» (оппозиционной Шурой во главе с Шамилем Басаевым), а также нежелание отказывать в помощи единоверцам, многие из которых воевали на стороне чеченских сепаратистов в Первую чеченскую войну.

## Официальная позиция Чеченской Республики Ичкерия
- 12 августа заместитель министра МВД РФ И. Н. Зубов сообщил, что президенту ЧРИ Масхадову направлено письмо с предложением провести совместную с федеральными войсками операцию против исламистов в Дагестане. Он также предложил Масхадову «решить вопрос о ликвидации баз, мест складирования и отдыха незаконных вооруженных формирований, от которых чеченское руководство всячески открещивается»[17][18]. Масхадов осудил нападения на Дагестан, однако реальных мер для противодействия боевикам не предпринял[19].
- 13 августа генеральный представитель Ичкерии в РФ Майрбек Вачагаев распространил заявление руководства ЧРИ, в котором осуждается заявление и. о. Председателя Правительства России Владимира Путина о возможном нанесении ударов по территории Чечни. В заявлении подчеркивается, что конфликт в Дагестане является внутренним делом России[12].

## Хронология событий
- 1 августа — «в целях пресечения проникновения на территорию района и возможных провокаций со стороны местных последователей ваххабизма» в Цумадинский район Дагестана из Махачкалы направлен сводный отряд милиции (около 100 человек)[12].
- 2—4 августа — столкновения махачкалинских милиционеров с местными боевиками-ваххабитами в Цумадинском районе.
- 3 августа — органы внутренних дел Дагестана переводятся на казарменное положение.
- 5 августа — начинается передислокация 102-й бригады оперативного назначения Внутренних войск МВД для прикрытия чеченско-дагестанской границы в Цумадинском районе.
- 7 августа — подразделения «Исламской миротворческой бригады» Басаева и Хаттаба, численностью от 400[12] (по данным самих боевиков — 500[20]) боевиков, беспрепятственно вошли в Ботлихский район Дагестана и захватили ряд сел (Ансалта, Рахата, Тандо, Шодрода), объявив о начале операции «Имам Гази-Магомед»[21].
- 8 августа — боевики захватили села Шодрода и Зибирхали[22].
- 9—11 августа — «Исламская шура Дагестана» распространила «Декларацию о восстановлении Исламского Государства Дагестан» и «Постановление в связи с оккупацией Государства Дагестан» (эти документы датированы 6 августа). «Шура» объявила Государственный совет Республики Дагестан низложенным и сформировала Исламское правительство. Главой Исламского правительства стал Сиражудин Рамазанов, министром информации и печати — Магомед Тагаев. На территории нескольких районов Дагестана начинает вещание телевизионный канал «Шуры», по которому передаются призывы к газавату и другие идеологические материалы исламистов. «Шура» официально назначила временными командующими силами боевиков в Дагестане Шамиля Басаева и арабского полевого командира Хаттаба[12].
- 11 августа — подписание совместного приказа Минобороны России, МВД России, ФСБ России, ФПС России «О проведении контртеррористической операции на части территории Республики Дагестан», которым установлен режим контртеррористической операции и определены задачи органов государственного управления в ней. В район вторжения началось выдвижение 136-й гвардейской мотострелковой бригады, 102-й бригады оперативного назначения внутренних войск, милицейских формирований центрального и республиканского подчинения[16].
- 9—25 августа — Бой за высоту Ослиное Ухо.
- 11 августа — Исламскими боевиками обстрелян и сбит вертолёт федеральных сил. Среди раненых — трое генералов Внутренних войск.
- 12 августа — Военно-воздушные силы России нанесли бомбовые удары по позициям боевиков в районах населенных пунктов Гагатли и Анди в Дагестане[23].
- 13 августа — Бой за селение Гагатли и бои за высоту Ослиное ухо южнее населённого пункта Шодрода. Гибель майора Костина.
- 16 августа — Госдума постановила «считать вторжение незаконных вооружённых формирований с территории Чеченской Республики на территорию Республики Дагестан особо опасной формой терроризма с участием иностранных граждан, направленной на отторжение Республики Дагестан от Российской Федерации»[24].
- 17 августа — боевики отбивают атаку федеральных войск на селение Тандо. С федеральной стороны: 6 сожжённых БМП, 34 погибших, несколько десятков раненых[22].
- 18 августа — федеральные силы предпринимают второй штурм высоты Ослиное ухо.
- 23 августа — Басаев вывел остатки своих отрядов на территорию Чечни[25].
- 24 августа — федеральные силы восстановили контроль над селами Ансалта, Рахата, Шодрода, Тандо. По данным Human Rights Watch при штурме последнего федеральные войска использовали вакуумные бомбы[26].
- 29 августа — 13 сентября — военная операция по уничтожению ваххабитского анклава в Кадарской зоне.
- 4 сентября — Взрыв жилого дома в Буйнакске.
- 5 сентября
  - отряды чеченских боевиков под командованием Басаева и Хаттаба вновь входят в Дагестан, «с целью ослабить давление военно-милицейских сил на восставшие села Карамахи и Чабанмахи в Кадарской зоне»[27][28]. Операции присваивают имя «Имам Гамзат-бек».
  - боевики уничтожили блокпост у села Тухчар. Захваченные в плен российские военнослужащие были убиты с особой жестокостью.
- 5—6 сентября
  - Захват ваххабитами высоты 715,3.
  - Захват боевиками Новолакского.
- 6 сентября — боевиками захвачены дагестанские сёла Новолакское, Чапаево, Шушия, Ахар, Новокули, Тухчар, Гамиях.
- 7 сентября — федеральные силы остановили боевиков в 5 километрах от города Хасавюрт[29].
- 10—11 сентября — гибель армавирского спецназа.
- 11 сентября — возле села Дучи был сбит вертолёт-корректировщик артогня Ми-8. Все трое членов экипажа успели выпрыгнуть с парашютами, но чеченские снайперы расстреляли их в воздухе[25]. Шамиль Басаев объявил о выводе исламских формирований из Новолакского района. Он заявил, что моджахеды вошли в Дагестан для того, чтобы помочь единоверцам в Кадарской зоне, а теперь, после поражения ополченцев, не имеет смысла продолжать боевые действия[12].
- 14 сентября — федеральные силы восстановили контроль над селом Новолакское[30].
- 15 сентября — министр обороны РФ Игорь Сергеев доложил председателю правительства РФ Владимиру Путину, что территория Дагестана полностью освобождена от террористов.

## Потери
По официальным данным, 279 солдат и офицеров были убиты и 800 ранены. 31 августа 1999 года во время зачистки села Карамахи погибла медицинская сестра сержант Ирина Янина — первая (и на апрель 2016 года единственная) женщина, удостоенная звания Героя Российской Федерации за боевые действия на Кавказе.
По данным министерства обороны РФ, потери боевиков в Дагестане — около 2500 убитыми.